# بريتاني لانغ
بريتاني لانغ (بالإنجليزية: Brittany Lang)‏ هي لاعبة غولف أمريكية، ولدت في 22 أغسطس 1985 في ريتشموند في الولايات المتحدة.

## وصلات خارجية
- الموقع الرسمي
- بريتاني لانغ على موقع رابطة لاعبات الغولف المحترفات (الإنجليزية)